# Wohn- und Wirtschaftsgebäude Sandortstraße 7

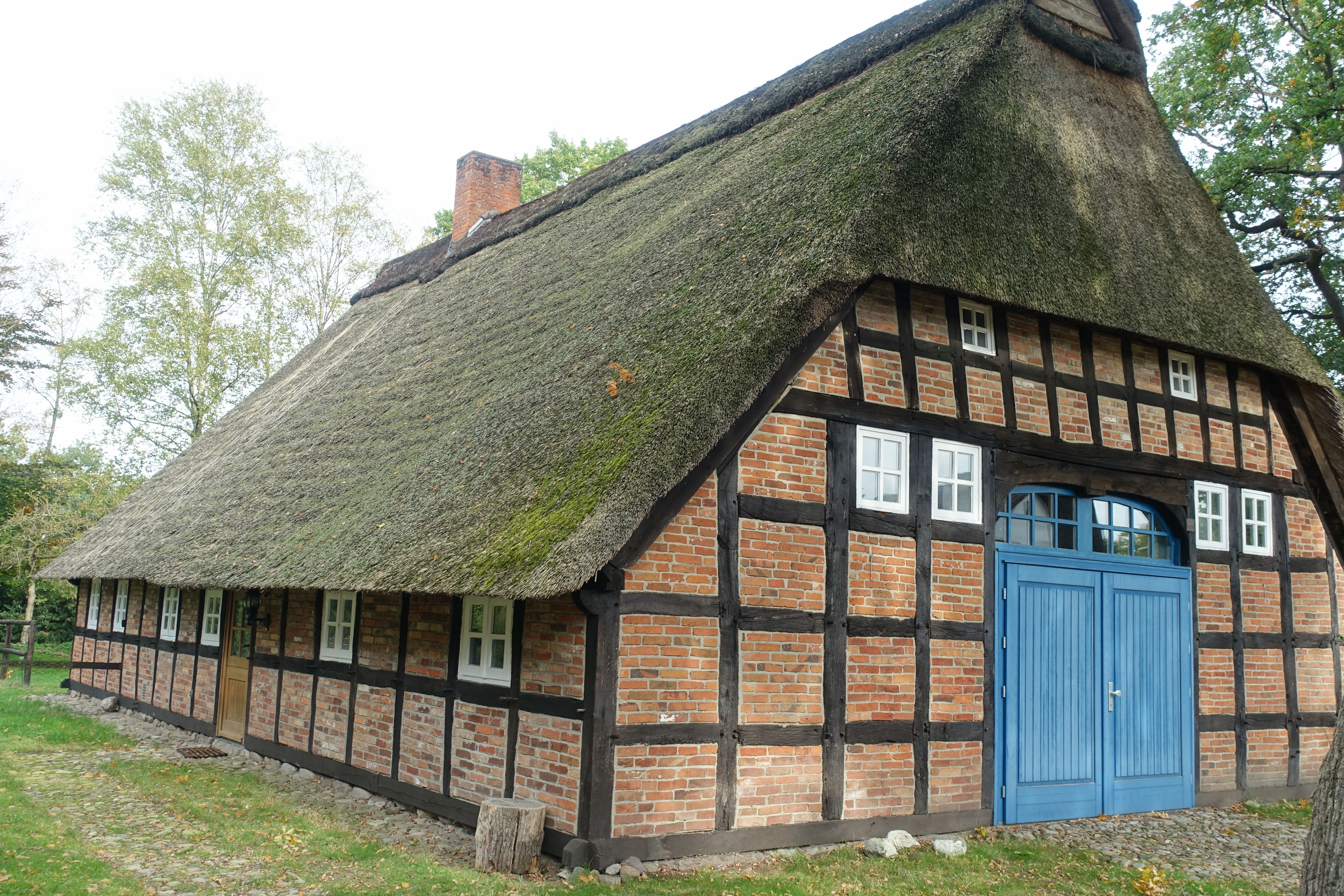
West- und Südfassade (2022)

Das Wohn- und Wirtschaftsgebäude Sandortstraße 7 in der niedersächsischen Gemeinde Hepstedt wurde am Anfang des 18. Jahrhunderts gebaut. Aktuell (2025) wird es zum Wohnen und gewerblich genutzt.
Das Gebäude steht unter Denkmalschutz (siehe auch Liste der Baudenkmale in Hepstedt).

## Geschichte und Beschreibung
Hepstedt wurde 1004 erstmals erwähnt und gehört zur heutigen Samtgemeinde Tarmstedt im Landkreis Rotenburg (Wümme).
Das eingeschossige giebelständige Gebäude als Zweiständer-Hallenhaus in Fachwerk mit Steinausfachungen, reetgedecktem Krüppelwalmdach, Fledermausgaube, Uhlenloch und Grooter Door mit Korbbogen, wurde um 1810 gebaut. Das Innengerüst im Dielenbereich blieb erhalten.
Das Landesdenkmalamt befand u. a.: „… ein regionstypisches Hallenhaus der ersten Hälfte des 19. Jahrhunderts in Zweiständerkonstruktion ….“
Links neben dem Haupthaus steht ein nicht denkmalgeschütztes giebelständiges Nebengebäude in Fachwerk mit Satteldach und Verbretterung im Giebeldreieck.